# Óscar Arias
Óscar Rafael de Jesús Arias Sánchez (geboren Heredia, 13 september 1940) is een Costa Ricaans politicus. Ook is hij advocaat, econoom, politicoloog, zakenman en filosoof. 
Van 1986 tot 1990 en tussen 2006 en 2010 was hij president van Costa Rica. In 1987 won hij de Nobelprijs voor de Vrede vanwege zijn inspanningen om een einde te maken aan de burgeroorlogen in verschillende Centraal-Amerikaanse landen.
Het tweede presidentschap van Arias eindigde op 8 mei 2010. Hij werd opgevolgd door Laura Chinchilla, de eerste vrouwelijke president van Costa Rica.
1901: Dunant, Passy ·
1902: Ducommun, Gobat ·
1903: Cremer ·
1904: Institut de Droit International ·
1905: Von Suttner ·
1906: Roosevelt ·
1907: Moneta, Renault ·
1908: Arnoldson, Bajer ·
1909: Beernaert, Balluet d'Estournelles de Constant ·
1910: IPB ·
1911: Asser, Fried ·
1912: Root ·
1913: La Fontaine ·
1917: ICRC ·
1919: Wilson ·
1920: Bourgeois ·
1921: Branting, Lange ·
1922: Nansen ·
1925: Chamberlain, Dawes ·
1926: Briand, Stresemann ·
1927: Buisson, Quidde ·
1929: Kellogg ·
1930: Söderblom ·
1931: Addams, Butler ·
1933: Angell ·
1934: Henderson ·
1935: Von Ossietzky ·
1936: Lamas ·
1937: Cecil ·
1938: Office international Nansen pour les réfugiés ·
1944: ICRC ·
1945: Hull ·
1946: Balch, Mott ·
1947: Friends Service Council, American Friends Service Committee ·
1949: Orr ·
1950: Bunche ·
1951: Jouhaux ·
1952: Schweitzer ·
1953: Marshall ·
1954: Hoog Commissariaat voor de Vluchtelingen (UNHCR) ·
1957: Pearson ·
1958: Pire ·
1959: Noel-Baker ·
1960: Luthuli ·
1961: Hammarskjöld ·
1962: Pauling ·
1963: ICRC, IFRC ·
1964: King ·
1965: UNICEF ·
1968: Cassin ·
1969: Internationale Arbeidsorganisatie ·
1970: Borlaug ·
1971: Brandt ·
1973: Kissinger, Lê Đức Thọ ·
1974: MacBride, Satō ·
1975: Sacharov ·
1976: Williams, Corrigan ·
1977: Amnesty International ·
1978: Sadat, Begin ·
1979: Moeder Teresa ·
1980: Esquivel ·
1981: Hoog Commissariaat voor de Vluchtelingen (UNHCR) ·
1982: Myrdal, Robles ·
1983: Wałęsa ·
1984: Tutu ·
1985: IPPNW ·
1986: Wiesel ·
1987: Arias ·
1988: VN-vredesmacht ·
1989: Gyatso ·
1990: Gorbatsjov ·
1991: Suu Kyi ·
1992: Menchú ·
1993: Mandela, De Klerk ·
1994: Arafat, Peres, Rabin ·
1995: Rotblat, Pugwash Conferences on Science and World Affairs ·
1996: Ximenes Belo, Ramos-Horta ·
1997: ICBL, Williams ·
1998: Hume, Trimble ·
1999: AzG ·
2000: Dae-jung ·
2001: VN, Annan ·
2002: Carter ·
2003: Ebadi ·
2004: Maathai ·
2005: IAEA, El-Baradei ·
2006: Grameen Bank, Yunus ·
2007: Gore, IPCC ·
2008: Ahtisaari ·
2009: Obama ·
2010: Liu ·
2011: Johnson Sirleaf, Gbowee, Karman ·
2012: Europese Unie ·
2013: OPCW ·
2014: Satyarthi, Yousafzai ·
2015: Kwartet voor Nationale Dialoog in Tunesië ·
2016: Santos ·
2017: ICAN ·
2018: Mukwege, Murad Basee ·
2019: Ahmed ·
2020: Wereldvoedselprogramma ·
2021: Ressa, Moeratov ·
2022: Bjaljazki, Memorial, Centrum voor Burgerlijke Vrijheden ·
2023: Mohammadi ·
2024: Nihon Hidankyo